# محطة قطار أشكلون
محطة قطار أشكلون (بالعبرية: תַּחֲנַת הַרַכֶּבֶת אַשְׁקְלוֹן) هي محطة قطار للركاب تقع في شبكة خطوط السكك الحديدية الإسرائيلية. تقع المحطة على سكة حديد اللد – أشكلون، وسكة حديد أشكلون – بئر السبع، وهي محطة متوسطة على خط النقب الغربي هرتسليا – بئر السبع، كما أنها المحطة النهائية على خط بنيامينا – أشكلون.

## تاريخ
بُنيت سكة حديد اللد – أشكلون خلال الحرب العالمية الأولى على يد المهندس الألماني هاينرش أوغوست مايسنر مقابل الجهود الحربية للإمبراطورية العثمانية. في عام 1918 –بعد احتلال فلسطين– قام البريطانيون بتمهيد السكة الحديدية من جديد بعرضٍ قياسي هو 1,435 مليمتر بدلًا من 1,050 مليمتر كما كان في الأصل. وبنوا محطة قطار باسم "المجدل" حيث توقفت فيها القطارات من وإلى مصر (حتى عام 1948). خدمت المحطة المنطقة الصناعية في أشكلون من خلال قطارات الشحن لنقل الفوسفات من النقب والنفط من حقل حالتس.

## تصميم
تحتوي المحطة على منصتين جزيرة تضم أربعة أرصفة، ويوجد مدخل المحطة من الجانب الشرقي. بالإضافة إلى ذلك، يوجد ممر تحت الأرض للتنقل بين الأرصفة.

## خطوط
في معظم ساعات النهار، يغادر المحطة قطاران كل ساعة إلى هرتسليا. كما يتوقف في المحطة قطار كل ساعة على خط بئر السبع – بنيامينا.